# مصر في الألعاب الأولمبية الصيفية 1968
نافست الجمهورية العربية المتحدة (مصر وسوريا) في دورة الألعاب الأولمبية الصيفية 1960 في مدينة مكسيكو بالمكسيك.